# (100657) 1997 WT18
(100657) 1997 WT18 es un asteroide perteneciente al cinturón de asteroides descubierto el 23 de noviembre de 1997 por el equipo del Spacewatch desde el Observatorio Nacional de Kitt Peak, Arizona, Estados Unidos.

## Designación y nombre
Designado provisionalmente como 1997 WT18.

## Características orbitales
1997 WT18 está situado a una distancia media del Sol de 2,579 ua, pudiendo alejarse hasta 2,914 ua y acercarse hasta 2,243 ua. Su excentricidad es 0,130 y la inclinación orbital 9,089 grados. Emplea 1512,84 días en completar una órbita alrededor del Sol.

## Características físicas
La magnitud absoluta de 1997 WT18 es 15,7. 